# OpenBSD基金会
OpenBSD基金会是由OpenBSD计划成立的一个加拿大非营利组织，以“当有个人和组织想要支持OpenBSD时，可以有一个法律实体作为单一联系点来处理相关事务。”它也可作为其他附属于OpenBSD的计划的法律保障，包括OpenSSH、OpenBGPD、OpenNTPD、OpenCVS、OpenSMTPD及LibreSSL。
OpenBSD开发者鲍勃·贝克于2007年7月25日向社会公开了此消息。